# Max Bilde
Max Torben Bilde, född 6 februari 1919 i Vasa församling i Göteborg, död 31 december 2011 i Täby, var en svensk målare.
Han var son till Nils Tage Ragnvald Bilde och Hanna Margaretha Lagerqvist. Bilde studerade först konst för Isaac Grünewald 1942–1944 för att senare söka sig till konstakademien i Köpenhamn 1945–1946 och ytterligare studier vid akademien i Paris. Han började måla 1942 och första utställningen höll han i Stockholm 1950. Separat ställde han bland annat ut på Gummesons konsthall 1962. Bland hans offentliga arbeten märks några renoveringar av medeltida målade katedralfönster i franska kyrkor. Hans konst består av stilleben, porträtt, mosaiker, glasmålningar, nakenstudier och landskapsmålningar i en expressionistisk stil. Han studerade även musik i Stockholm och Paris. Bilde är representerad vid Moderna Museet, Postmuseum och Linköpings museum.